# Bitwa pod Kartaginą (238)
Bitwa pod Kartaginą – starcie zbrojne, które miało miejsce w roku 238 n.e. w czasie uzurpacji Gordiana Starszego i Gordiana Młodszego przeciwko władzy Maksymina Traka.
W roku 238 doszło do niezadowolenia z rządów Maksymina Traka, który chcąc opłacić wojsko, grabił własnych obywateli i państwo. Nowy konflikt wewnętrzny w Cesarstwie wybuchł w chwili, gdy do miasta Thysdrus (obecne Al-Dżamm) pod Kartaginą przybyli Gordian Starszy oraz Gordian Młodszy. Zbuntowani przeciwko terrorowi fiskalnemu mieszkańcy zamierzali oddać władzę obu Gordianom, których szybko obwołano cesarzami. Krótko później nowi cesarze wkroczyli do Kartaginy, opanowując bez walki stolicę prowincji. Gordianów poparł także senat rzymski, skonfliktowany z Maksyminem, oraz miejscowa ludność. W Rzymie rozpoczęto samosądy nad zwolennikami Maksymina oraz rabunek ich mienia. Maksymin nie zamierzał jednak oddać władzy.
Tymczasem w Afryce przeciwko Gordianom opowiedział się stojący po stronie Maksymina Kapellianus, namiestnik Maurów poddanych Rzymowi, który dysponował znacznymi siłami Numidów. Kapellianus na czele swojej armii pomaszerował na Kartaginę. Oczekując rychłej klęski, Gordian Starszy wpadł w przerażenie odbierając sobie życie. Na czele słabo uzbrojonych i mało doświadczonych Kartagińczyków stanął Gordian Młodszy. Atak Numidów z łatwością rozproszył wojsko Gordiana. Mieszkańcy miasta porzuciwszy broń, rzucili się do ucieczki. W trakcie odwrotu wielu ludzi zginęło, wśród nich Gordian. Ci którym udało się dostać do miasta, ponieśli śmierć od wyrzucanych przez Numidów oszczepów oraz od mieczy przeciwnika. Po wkroczeniu do Kartaginy Kapellianus nakazał wymordować najbardziej wpływowych obywateli. Miasto zostało też ograbione. Podobny los spotkał pozostałe miasta na prowincji.